# Бульвар спасения
Бульвар спасения (англ. Salvation Boulevard) — трагикомедия 2011 года режиссёра Джорджа Рэтлиффа. Премьера фильма состоялась 24 января 2011 года на Кинофестивале Сандэнс. Экранизация одноимённого романа Ларри Бейнхарта. Съёмки фильма проходили с апреля по июнь 2010 года в штате  Мичиган.

## Сюжет
Пастор Дэн Дэй (Пирс Броснан) создает из своей церкви бизнес-империю, используя для этого верящих в него людей. Однажды пастор случайно стреляет из старинного коллекционного пистолета в голову профессору-атеисту. Этот случай ставит под угрозу его бизнес, и пастор решает инсценировать самоубийство. Невольным свидетелем этого становится прихожанин церкви Дэна Карл Вандервир (Грег Киннир), но ему никто не верит, даже жена, а пастор принуждает его взять вину на себя и пытается организовать его убийство.

## В ролях
| Актёр              | Роль               |
| ------------------ | ------------------ |
| Пирс Броснан       | пастор Дэн Дэй     |
| Грег Киннир        | Карл Вандервир     |
| Дженнифер Коннелли | Гвен Вандервир     |
| Эд Харрис          | доктор Пол Блэйлок |
| Мариса Томей       | Хани Фостер        |
| Изабель Фьюрман    | Энджи Вандервир    |
| Джим Гаффиган      | Джерри Хобсон      |
| Киаран Хайндс      | Джим Хант          |
| Говард Хессеман    | Билли              |